# Benelli M4 Super 90
Il  Benelli M4 Super 90 è un fucile a canna liscia semiautomatico a presa di gas, prodotto dall'italiana Benelli Armi, noto anche come M1014 Combat Shotgun (FF. AA. statunitensi) o L128A1 (FF. AA. britanniche). I primi prototipi erano denominati XM1014.

## Caratteristiche tecniche

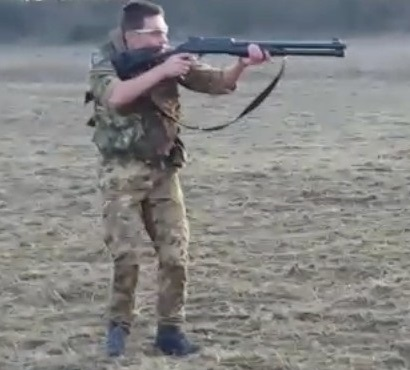
Soldato italiano in addestramento imbraccia un Benelli M4

Spara cartucce calibro 12 di tutti i tipi, dalle classiche a pallini e pallettoni a quelle slug, a quelle non letali o lacrimogene, sia a carica normale che magnum in modalità semi automatica a recupero di gas (presa di gas autoregolata brevetto Benelli per sparare in tutte le condizioni).
Essendo un fucile a canna liscia, la sua portata è abbastanza ridotta; infatti è difficile colpire efficacemente un bersaglio a più di 30-40 metri di distanza, poiché, allargandosi la rosata, può succedere che nessuno o pochi pallettoni colpiscano il bersaglio. Con cartucce a palla singola il tiro utile può raggiungere i 100 m e oltre.
La sua lunghezza è di 88–101 cm e il peso è di 3,82 kg; come l'M16 e l'M4 ha parti in materiale polimerico per renderlo leggero ma resistente. Caratteristica unica di questo fucile è la possibilità di effettuarne lo smontaggio quasi completo utilizzando il chiavistello d'armamento come utensile.
Il caricatore può contenere 7 cartucce normali o 6 cartucce magnum che, aggiunte a quella in canna, danno un'autonomia di fuoco di 8/7 colpi.

## Design

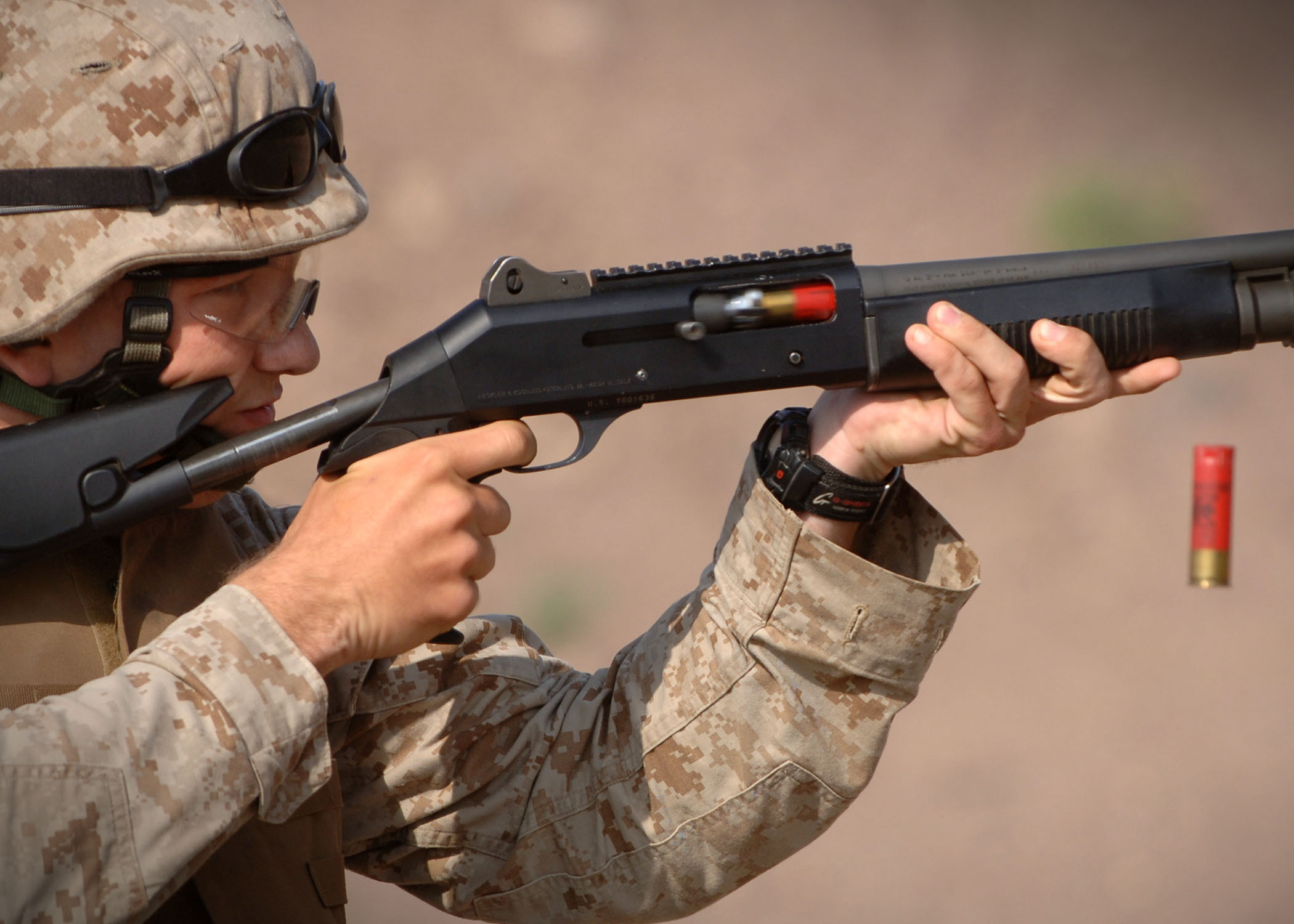
Gibuti, dicembre 2006: Marine statunitense in addestramento con l'M1014.

L'M4 Super 90 è stato il primo fucile a canna liscia a sottrazione di gas prodotto dalla Benelli ed è anche uno dei pochi progettati espressamente per l'uso militare.
Il funzionamento si basa su un metodo interamente nuovo chiamato 'Argo' (auto regulating gas operated).

Il sistema usa due pistoni a pulizia automatica, di acciaio inossidabile, posizionati appena davanti all'alloggiamento. Ciò permette di far funzionare l'otturatore rotante ed eliminare l'esigenza di meccanismi complessi presenti in sistemi precedenti.
Il fucile regola automaticamente per la variazione di potenza e lunghezza, in base alle cartucce. Può camerare cartucce da 70 a 76 mm di livelli di potenza differenti senza alcuna modifica dell'operatore ed in combinazione.

## Utilizzo
I principali utilizzatori sono le forze speciali italiane (9º Reggimento d'assalto paracadutisti "Col Moschin", 4º Reggimento alpini paracadutisti,17º Stormo Incursori Aeronautica militare, 185º Reggimento paracadutisti ricognizione acquisizione obiettivi "Folgore", 1º Reggimento carabinieri paracadutisti "Tuscania"), i Carabinieri e i paracadutisti della Brigata paracadutisti "Folgore", tutte le branche dell'esercito statunitense (Joint service combat shotgun) e le forze armate britanniche, oltre a vari altri eserciti nel mondo. Spesso è usato per sfondare le porte o per sedare le risse con l'uso di proiettili in gomma.

## Il Super 90 nella cultura di massa
- In ambito videoludico, il Super 90 compare tra le armi dei videogiochi Resident Evil 4[2], Counter-Strike, Contract Wars, Payday 2, SWAT 4, Modern Warfare, Modern Warfare 2, Call of Duty: Black Ops Cold War, Battlefield 3, Battlefield 4, Left 4 Dead 2, Mercenaries 2: Inferno di fuoco[3], Tom Clancy's Rainbow Six Siege, Tom Clancy's Ghost Recon: Breakpoint, Max Payne 3, Tom Clancy's The Division e Tom Clancy's Ghost Recon: Wildlands.
- In ambito cinematografico il Super 90, compare tra le armi del film John Wick - Capitolo 2.